# Peterborough (South Australia)
Peterborough ist eine Stadt in Südaustralien mit 1416 Einwohnern (2016). Der ursprünglich Petersburg benannte Ort wurde aufgrund der antideutschen Stimmung während des Ersten Weltkriegs umbenannt.

## Geschichte
Die ersten Siedler erwarben hier um 1875 Land, darunter auch Peter Doecke, nach dem die Stadt benannt wurde. 1880 wurde klar, dass hier ein Eisenbahnknotenpunkt entstehen sollte. Nun wuchs die Stadt beträchtlich; schon bald wurden ein Hotel und ein Postbüro eingerichtet; 1883 folgte eine Schule, und 1884 ein Rathaus, erbaut vom Architekten Chris Smith.
Peterborough ist heute Sitz des Regionalkonzils und die größte Stadt im Konzilbereich.

## Eisenbahn

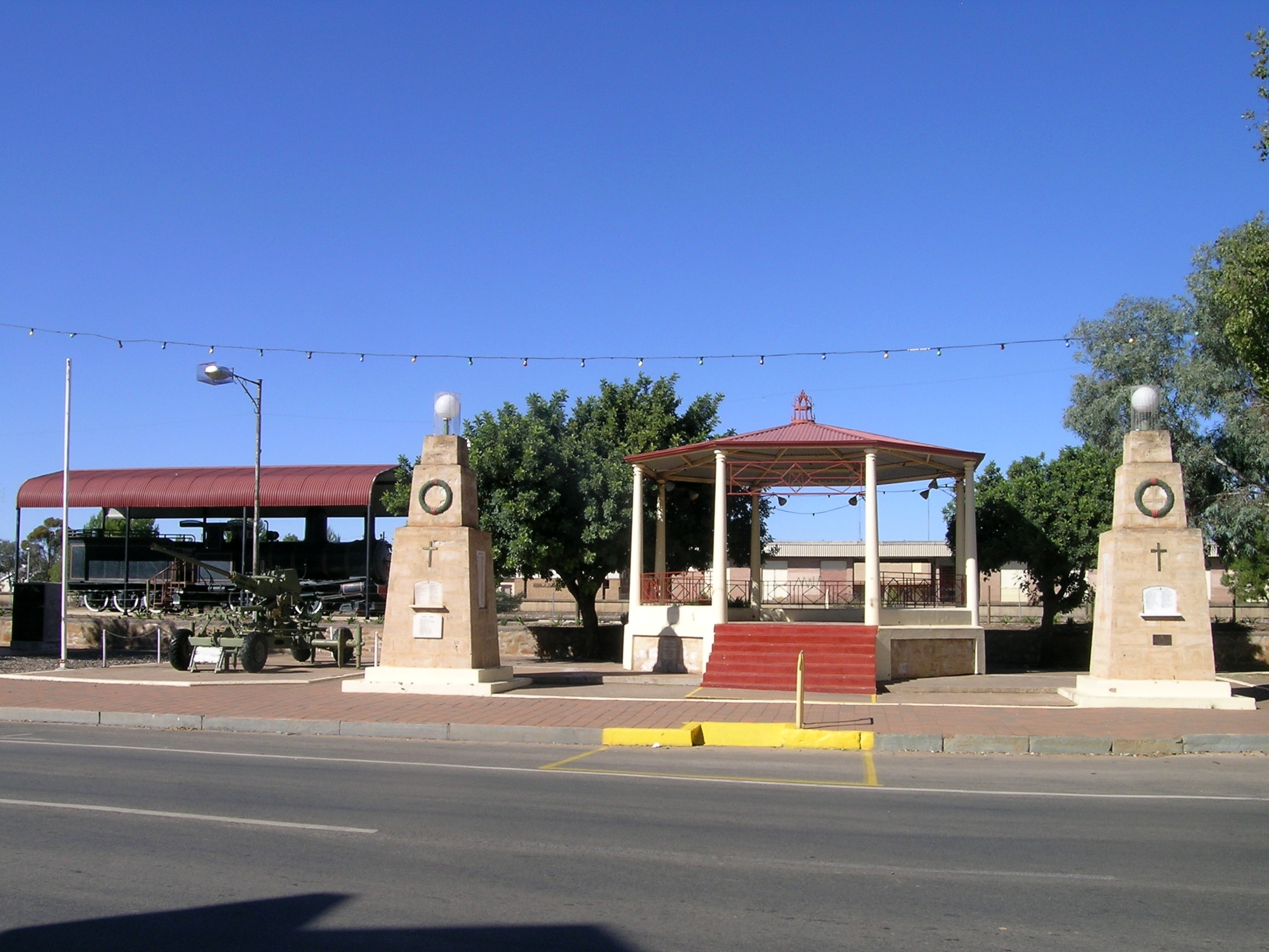
Lokomotive an der Hauptstraße von Peterborough

Am Bahnhof von Peterborough treffen sich die Ostweststrecke, die Port Pirie und Broken Hill verbindet, und die Nordsüd-Strecke, die Adelaide mit Alice Springs verbindet. Die Stadt ist einer der wenigen Orte weltweit, an dem je alle drei gebräuchlichen Gleisbreiten zusammenkamen.
In der Stadt findet sich ein heute ein Eisenbahnmuseum mit dem Namen „Steamtown“ und eine Bronzestatue für „Bob the Railway Dog“, einer Art Maskottchen für die Eisenbahner der Hochzeit der Stadt ab 1870.

## Trivia
An einem „Magnetic Hill“ genannten Hügel unweit der Stadt sollen abgestellte Autos eigenständig den Hügel hochrollen.

## Persönlichkeiten
- Reg Hurst (1917–1973), Politiker